# Rosendo Serna
Rosendo Leoncio Serna Román (Puños, 10 de julio de 1960) es un profesor, educador, catedrático y político peruano. Fue el último ministro de Educación del Perú del gobierno de Pedro Castillo, desde el 28 de diciembre de 2021 hasta el 7 de diciembre del 2022.

## Biografía
Rosendo Leoncio nació el 10 de julio de 1960, en el distrito de Puños, ubicado en la provincia de Huamalíes en el departamento de Huánuco, Perú.

### Educación
Es licenciado en Educación, con especialidad en Biología y Química, así como bachiller en Derecho y Ciencia Política. Además, tiene una maestría en Educación y un doctorado en Psicología Educacional y Tutorial, por la Universidad Nacional de Educación Enrique Guzmán y Valle, con su tesis "El marco del buen desempeño docente y la inteligencia emocional en los docentes de las instituciones educativas del nivel secundaria de la UGEL Huánuco, 2017".

### Experiencia como docente
Su experiencia laboral la ha hecho en sector público. Ha sido docente en la Dirección Regional de Educación y Cultura de Huánuco entre 1986 y 1991. Posteriormente, fue especialista en educación en el mismo sector de 1994 a 2001. Volvió al cargo de docente en 2003.
Desde 2003, se venía desempeñando como director regional de educación de Huánuco.
Es docente en la Universidad Nacional Hermilio Valdizán desde abril de 2021. También trabajó como asesor en educación en el Ministerio de Educación entre abril y mayo de 2021.

## Vida política
Es afiliado político por el partido Juntos por el Perú, desde fines de septiembre de 2020.

### Ministro de Educación
El 28 de diciembre de 2021, juró como ministro de educación del Perú, ante el presidente del Perú, Pedro Castillo. Esto luego de que el Congreso de la República aprobara la moción de su nombramiento.